# 置き字
置き字（おきじ）は、漢文を訓読する際に、直接読まない字のこと。日本語の書き下し文にするときは、その意味に対応する送り仮名を前後の文字に付けて反映する。
而、於、乎、于、矣、焉、兮が置き字になることがある
訓読で読まない漢字が出てくるのは、前後の漢字の送り仮名にその意味が反映されていたり（而・于・於・乎など）、その漢字に対応するちょうどよい日本語がなかったり（焉、矣、兮など）するからである。しかし、もとの漢文では文字として記されているので、 中国語では当然のことながらきちんと発音される。訓読で漢文を読んでいると、読まない置き字は軽視されがちであるが、実は語調を整えたり、 微妙なニュアンスを出したりするなど見逃し得ない働きをしている。